# Махоуш
Махоуш (чеш. Mahouš) је насељено мјесто са административним статусом сеоске општине (чеш. obec) у округу Прахатице, у Јужночешком крају, Чешка Република.

## Становништво
Према подацима о броју становника из 2014. године насеље је имало 159 становника.